# بیین
بیین (به صربی: Beljin) یک منطقهٔ مسکونی در صربستان است که در ولادیمیرتسی واقع شده‌است. بیین ۶۵۷ نفر جمعیت دارد.